# Мертенуш
Мертенуш (рум. Mărtănuș) — село у повіті Ковасна в Румунії. Входить до складу комуни Брецку.
Село розташоване на відстані 176 км на північ від Бухареста, 42 км на північний схід від Сфинту-Георге, 66 км на північний схід від Брашова.

## Населення
За даними перепису населення 2002 року у селі проживали 844 особи.
Національний склад населення села:
| Національність | Кількість осіб | Відсоток |
| -------------- | -------------- | -------- |
| угорці         | 616            | 73,0%    |
| румуни         | 228            | 27,0%    |

Рідною мовою назвали:
| Мова      | Кількість осіб | Відсоток |
| --------- | -------------- | -------- |
| угорська  | 621            | 73,6%    |
| румунська | 223            | 26,4%    |